# Volcà de les Bisaroques
Volcà de les Bisaroques är en vulkan i Spanien.   Den ligger i provinsen Província de Girona och regionen Katalonien, i den östra delen av landet, 500 km öster om huvudstaden Madrid. Toppen på Volcà de les Bisaroques är 534 meter över havet.
Terrängen runt Volcà de les Bisaroques är kuperad.Runt Volcà de les Bisaroques är det ganska glesbefolkat, med 42 invånare per kvadratkilometer. Närmaste större samhälle är Olot, 1,1 km väster om Volcà de les Bisaroques. I omgivningarna runt Volcà de les Bisaroques växer i huvudsak blandskog.